# 火炬塔
火炬塔（日语：トーチタワー）是在日本東京都千代田區大手町二丁目興建中的摩天大樓，為三菱地所於東京站日本橋口旁的常盤橋街區的都市再開發計劃「東京火炬」（TOKYO TORCH）規劃興建的兩座大樓之一，在2023年9月27日動工，預計2028年度竣工。其修建在朝日生命大手町大廈和日本大廈的原址上，預計高390公尺，地上63層，地下4層。竣工後將超越大阪的阿倍野Harukas、以及東京的麻布台Hills森JP塔，成為日本第一高樓。

## 外部鏈結
- 東京火炬官方網站 （页面存档备份，存于）
- 東京火炬 （页面存档备份，存于） - 三菱地所商辦情報